# Micah Brooks

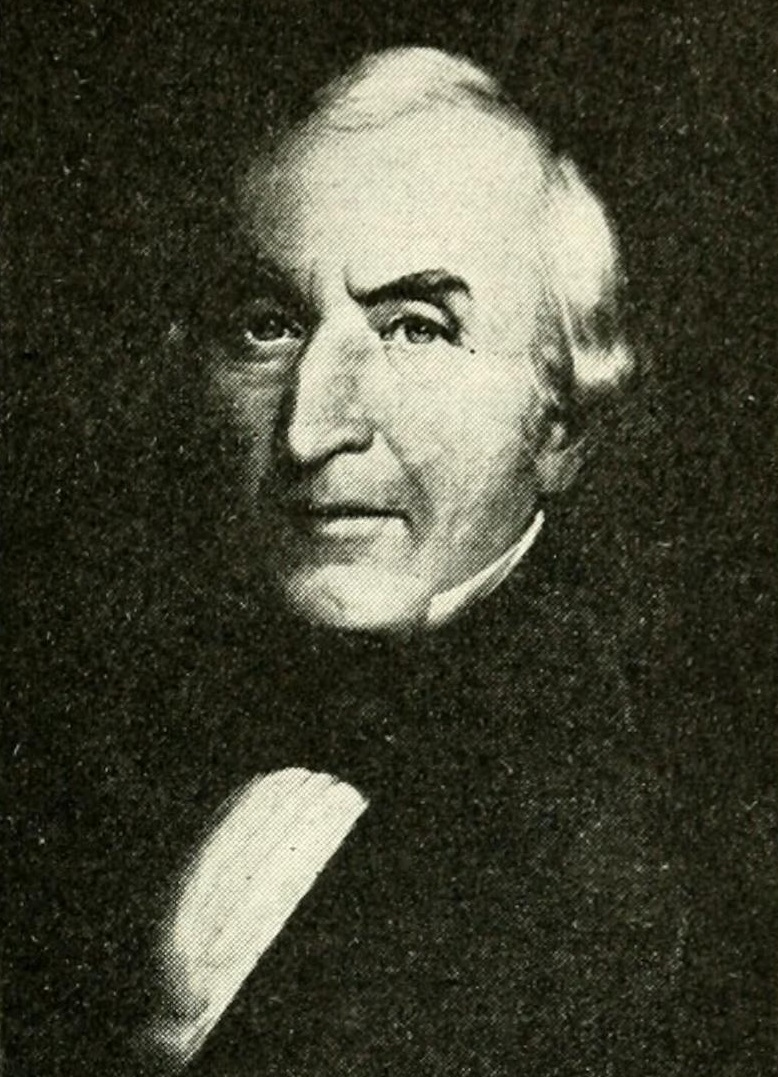
Micah Brooks

Micah Brooks (* 14. Mai 1775 in Brooksvale, Colony of Connecticut; † 7. Juli 1857 in Fillmore, New York) war ein US-amerikanischer Jurist und Politiker. Zwischen 1815 und 1817 vertrat er den Bundesstaat New York im US-Repräsentantenhaus.

## Werdegang
Micah Brooks wurde ungefähr einen Monat nach dem Ausbruch des Unabhängigkeitskrieges im New Haven County geboren. Seine Bildung und Erziehung erhielt er von seinem Vater. Er war ein Pionier und einer der ersten Landvermesser im westlichen New York. 1806 war er als Friedensrichter tätig. Er saß 1808 und 1809 in der New York State Assembly. Während des Britisch-Amerikanischen Krieges diente er zwischen 1812 und 1814 als Colonel in Fort Erie an der Landesgrenze zu Kanada.
Als Gegner einer zu starken Zentralregierung schloss er sich in jener Zeit der von Thomas Jefferson gegründeten Demokratisch-Republikanischen Partei an. Bei den Kongresswahlen des Jahres 1814 für den 14. Kongress wurde Brooks im 21. Kongresswahlbezirk New Yorks in das US-Repräsentantenhaus in Washington, D.C. gewählt, wo er am 4. März 1815 die Nachfolge von Samuel M. Hopkins und Nathaniel W. Howell antrat, welche zuvor zusammen den 21. Distrikt im US-Repräsentantenhaus vertraten. Er schied nach dem 3. März 1817 aus dem Kongress aus.
Nach seiner Kongresszeit war er in der Landwirtschaft tätig. 1821 nahm er als Delegierter des Ontario County an der Verfassunggebenden Versammlung teil. Bei der Präsidentschaftswahl des Jahres 1824 fungierte er als Wahlmann für John Quincy Adams. Zwischen 1828 und 1830 diente er als Generalmajor in der New York State Infantry. Er verstarb ungefähr vier Jahre vor dem Ausbruch des Bürgerkrieges in Fillmore im Allegany County. Sein Leichnam wurde auf dem Oakwood Cemetery in Nunda im Livingston County beigesetzt.